# Le Vigean
Le Vigean (okzitanisch: Lo Vijan) ist eine französische Gemeinde mit 800 Einwohnern (Stand: 1. Januar 2022) im Département Cantal in der Region Auvergne-Rhône-Alpes; sie gehört zum Arrondissement Mauriac und zum Kanton Mauriac. Die Einwohner werden Vigeanois genannt.

## Geographie
Le Vigean liegt etwa 40 Kilometer nordnordwestlich von Aurillac am Fluss Labiou, an der östlichen Gemeindegrenze verläuft der Fluss Mars. Umgeben wird Le Vigean von Sourniac im Norden und Nordwesten, Jaleyrac im Norden, Méallet im Nordosten, Anglards-de-Salers im Osten und Südosten, Salins im Süden und Südosten, Drugeac im Süden, Escorailles und Ally im Westen und Südwesten, Mauriac im Westen sowie Chalvignac im Nordwesten.

## Bevölkerungsentwicklung
| Jahr                       | 1962 | 1968 | 1975 | 1982 | 1990 | 1999 | 2006 | 2013 |
| Einwohner                  | 822  | 1041 | 919  | 856  | 857  | 879  | 841  | 841  |
| Quellen: Cassini und INSEE |      |      |      |      |      |      |      |      |

## Sehenswürdigkeiten
- Kirche Saint-Laurent aus dem 12. Jahrhundert, Monument historique seit 1968

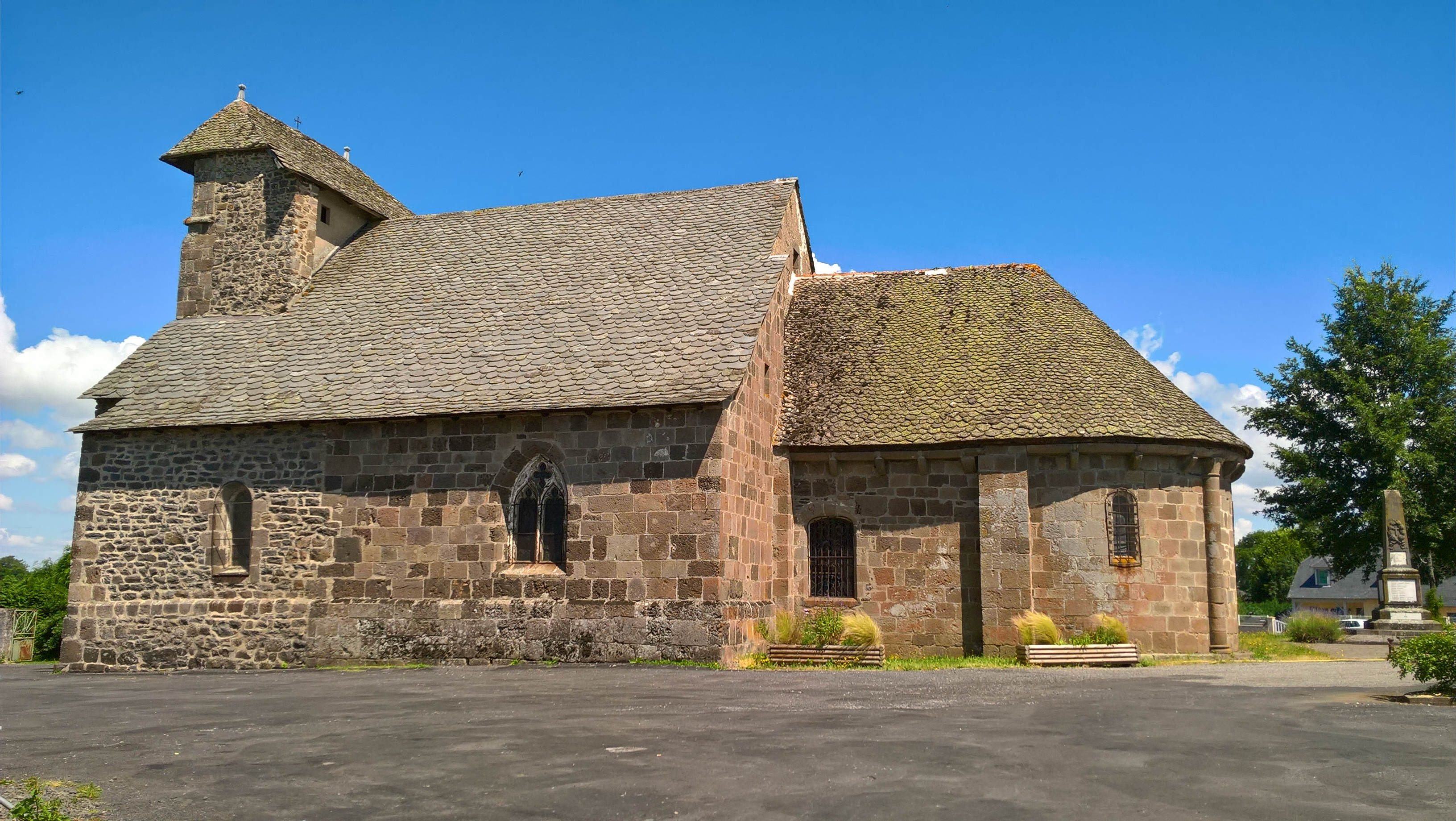
Kirche Saint-Laurent

- Schloss Chambres